# 닥치첸포
닥치첸포(གདགས་ཁྲི་བཙན་པོ།, gDags-khri btsan-po)는 토번의 제6대 첸포이다.
| 전 대 메르치짼뽀 | 제6대 토번국 짼뽀 ? - ? | 후 대 십치짼뽀 |

| 전임 메르치짼뽀 | 티베트의 국가 원수 ? ~ ? | 후임 십치짼뽀 |